# Sibilla di Borgogna

Blasone del Ducato di Borgogna.

Basilica Cattedrale SS. Trinità di Cava. Ambone del secolo XII

Sibilla di Borgogna (1126 – Salerno, 19 settembre 1151), Regina consorte di Sicilia, seconda moglie, dal 1149 al 1150, di Ruggero II di Sicilia della dinastia degli Altavilla, re di Sicilia.

## Origine
Sibilla, come conferma la Histoire généalogique des ducs de Bourgogne de la maison de France, era figlia del duca di Borgogna, Ugo II e di Matilda di Mayenne ( - dopo il 1162), figlia di Bosone I di Turenna, visconte di Turenna (anche se prima aveva ipotizzato che potesse essere figlia di Raimondo di Saint-Gilles, conte di Saint-Gilles, marchese di Gotia, Conte di Tolosa, che fu uno dei baroni della Prima Crociata (Crociata dei baroni) e, dal 1102,fu anche conte di Tripoli).
Secondo il monaco e cronista inglese, Orderico Vitale, Ugo II di Borgogna era il figlio maschio primogenita del duca di Borgogna Oddone I (1058-1102) e della moglie, Matilde di Borgogna, nota anche come Sibilla di Borgogna (circa 1064 – dopo il 1087), figlia, sempre secondo Orderico Vitale del conte di Borgogna Guglielmo I (1020-1087) e della terza contessa di Vienne, Stefania (1035 – 1088); la paternità di Ugo ci viene confermata anche dalla Chronica Albrici Monachi Trium Fontium.
Il suo prozio, Enrico (1066-1112) divenne un vassallo del re di Castiglia, Alfonso VI e signore feudale della contea del Portogallo sposando, nel 1093, la figlia illegittima di Alfonso VI, Teresa di León ed il loro figlio fu Alfonso Henriques, primo re di Portogallo, dal 1139.

## Matrimonio e morte
Agli inizi del 1149 si unì in matrimonio con il re Ruggero II di Sicilia, come ci viene confermato sia dalla Cronica di Romualdo Guarna arcivescovo Salernitano, che dagli Romoaldi Annales (rex Rogerius........Sibiliam sororem ducis Burgundie duxit uxorem) e il 29 agosto diede alla luce un figlio che fu chiamato Enrico, morto poi giovane. L'anno successivo rimase nuovamente incinta ma partorì un bambino già morto. Sibilla morì a Salerno; secondo la Histoire de la domination normande en Italie et en Sicile (Paris), Tome II, Sibilla morì, per alcune complicazioni post parto, il 19 settembre 1151, l'anno della morte viene confermato anche dagli Annales Casinenses (1151. Obiit Sibilla regina).

## La sepoltura
La regina Sibilla fu sepolta a Cava de' Tirreni (apud Caveam est sepultam); le spoglie mortali della regina Sibilla furono affidate dal re Ruggero II di Sicilia al benedettino Marino Abate della Badia di Cava. Sibilla fu seppellita dai monaci benedettini presso la grotta di Sant’Alferio in una tomba ricoperta da mosaici, parzialmente conservati. Attualmente nell'abbazia di Cava, della tomba di Sibilla, sono ancora visibili alcuni frammenti musivi, il sarcofago romano riadoperato e la testa marmorea della regina.
Il re Ruggero, per disobbligarsi, donò ai monaci dell'abbazia cavense il magnifico ambone musivo che brilla ancora oggi nella basilica cavense della SS. Trinità.

## Figli
A Ruggero II Sibilla diede due figli:
- Enrico (29 agosto 1149 - morto bambino)[9];
- Un altro (16 settembre 1150) nato morto, anticipando di poco la stessa Sibilla che ebbe complicazioni post parto[10].

## Ascendenza
|                      |   |                         | Genitori                            |  |  | Nonni |  |  | Bisnonni           |  |  | Trisnonni             |  |
|                      |   |                         |                                     |  |  |       |  |  | Enrico di Borgogna |  |  | Roberto I di Borgogna |  |
|                      |   |                         |                                     |  |  |       |  |  | Enrico di Borgogna |  |  | Roberto I di Borgogna |  |
|                      |   | Hélie de Semur          |                                     |  |  |       |  |  | Enrico di Borgogna |  |  |                       |  |
| Oddone I di Borgogna |   |                         |                                     |  |  |       |  |  | Enrico di Borgogna |  |  |                       |  |
|                      |   | Sibilla di Barcellona   | Berengario Raimondo I di Barcellona |  |  |       |  |  |                    |  |  |                       |  |
|                      |   | Sibilla di Barcellona   | Berengario Raimondo I di Barcellona |  |  |       |  |  |                    |  |  |                       |  |
|                      |   | Sibilla di Barcellona   | Gisela de Lluça                     |  |  |       |  |  |                    |  |  |                       |  |
| Ugo II di Borgogna   |   | Sibilla di Barcellona   |                                     |  |  |       |  |  |                    |  |  |                       |  |
|                      |   | Guglielmo I di Borgogna | Rinaldo I di Borgogna               |  |  |       |  |  |                    |  |  |                       |  |
|                      |   | Guglielmo I di Borgogna | Rinaldo I di Borgogna               |  |  |       |  |  |                    |  |  |                       |  |
|                      |   | Guglielmo I di Borgogna | Alice di Normandia                  |  |  |       |  |  |                    |  |  |                       |  |
| Matilde di Borgogna  |   | Guglielmo I di Borgogna |                                     |  |  |       |  |  |                    |  |  |                       |  |
|                      |   | Stefania di Borgogna    | …                                   |  |  |       |  |  |                    |  |  |                       |  |
|                      |   | Stefania di Borgogna    | …                                   |  |  |       |  |  |                    |  |  |                       |  |
|                      |   | Stefania di Borgogna    | …                                   |  |  |       |  |  |                    |  |  |                       |  |
| Sibilla di Borgogna  |   | Stefania di Borgogna    |                                     |  |  |       |  |  |                    |  |  |                       |  |
|                      | … | …                       |                                     |  |  |       |  |  |                    |  |  |                       |  |
|                      | … | …                       |                                     |  |  |       |  |  |                    |  |  |                       |  |
|                      | … | …                       |                                     |  |  |       |  |  |                    |  |  |                       |  |
| Bosone I di Turenna  | … |                         |                                     |  |  |       |  |  |                    |  |  |                       |  |
|                      |   | …                       | …                                   |  |  |       |  |  |                    |  |  |                       |  |
|                      |   | …                       | …                                   |  |  |       |  |  |                    |  |  |                       |  |
|                      |   | …                       | …                                   |  |  |       |  |  |                    |  |  |                       |  |
| Matilde di Mayenne   |   | …                       |                                     |  |  |       |  |  |                    |  |  |                       |  |
|                      |   | …                       | …                                   |  |  |       |  |  |                    |  |  |                       |  |
|                      |   | …                       | …                                   |  |  |       |  |  |                    |  |  |                       |  |
|                      |   | …                       | …                                   |  |  |       |  |  |                    |  |  |                       |  |
| …                    |   | …                       |                                     |  |  |       |  |  |                    |  |  |                       |  |
|                      |   | …                       | …                                   |  |  |       |  |  |                    |  |  |                       |  |
|                      |   | …                       | …                                   |  |  |       |  |  |                    |  |  |                       |  |
|                      |   | …                       | …                                   |  |  |       |  |  |                    |  |  |                       |  |
|                      |   | …                       |                                     |  |  |       |  |  |                    |  |  |                       |  |

### Fonti primarie
- (LA)  Monumenta Germaniae Historica, Scriptores, tomus XIX.
- (LA)  Monumenta Germaniae Historica, Scriptores, tomus XXIII.
- (LA)  Saeculum XII. Orderici Vitalis,... Historia ecclesiastica.
- (LA)  Orderici Vitalis, Historiae ecclesiasticae libri tredecim. Tome 5.
- (LA, IT)  Cronica di Romualdo Guarna arcivescovo Salernitano.

### Letteratura storiografica
- Simeone Leone, Dalla fondazione del cenobio al secolo XVI, in La badia di Cava, edizioni Di Mauro – Cava de' Tirreni, 1985
- (FR)  Histoire de la domination normande en Italie et en Sicile (Paris), Tome II.
- (FR)  Histoire généalogique des ducs de Bourgogne de la maison de France.